# Medien & Zeit
Medien & Zeit – Kommunikation in Vergangenheit und Gegenwart ist eine wissenschaftliche Fachzeitschrift für historische Kommunikationsforschung. Sie wird vom Verein „Arbeitskreis für historische Kommunikationsforschung“ herausgegeben. Aktuell ist Gaby Falböck Obfrau des Vereins. Die Zeitschrift ist am Institut für Publizistik- und Kommunikationswissenschaft der Universität Wien angesiedelt und wird seit 1986 vierteljährlich herausgegeben.

## Inhalte
medien & zeit setzt sich nach eigener Darstellung kritisch und interdisziplinär mit den Methoden und Problemen der Kommunikationsgeschichte auseinander. In einem Rezensionsteil werden in jeder Ausgabe neu erschienene Publikationen aus dem Fach vorgestellt. Im Speziellen hat die Zeitschrift einen großen Beitrag zur kritischen Aufarbeitung der nationalsozialistischen Vergangenheit der Publizistik- und Kommunikationswissenschaft, der nationalsozialistischen Zeitungswissenschaft, geleistet.

## Entstehungsgeschichte
Am 13. November 1986 wurde der Verein „Arbeitskreis für historische Kommunikationsforschung (AHK)“ von Wolfgang Duchkowitsch, Fritz Hausjell, Theodor Venus, Peter Malina und Oliver Rathkolb gegründet. Von Anfang an arbeiteten die Vereinsmitglieder ehrenamtlich mit. Die erste Ausgabe von medien & zeit erschien als Doppelheft im Mai 1986 anlässlich der Tagung „Wege zur Kommunikationsgeschichte“. Im Jahr 2002 präsentiert der Arbeitskreis in einem Heft die Ergebnisse einer Tagung zum Thema „Umgang des Faches mit der nationalsozialistischen Zeitungswissenschaft“ und löste damit wichtige Diskurse innerhalb der Publizistik- und Kommunikationswissenschaft aus. Die Zeitschrift beschränkt sich in ihren Beiträgen nicht nur auf den deutschsprachigen Raum: im Jahr 2003 wurden Kommunikationshistoriker und -historikerinnen aus Ungarn, der Slowakei und der Tschechischen Republik eingeladen, in medien & zeit einen Überblick über die Entstehung und Entwicklung des Faches in ihrer Heimat zu geben. In den letzten Jahrgängen, speziell seit 2008, wird zunehmend auf internationale Gastherausgeberschaften für einzelne Themenhefte sowie auf heftbezogene Kooperation mit internationalen Fachgesellschaften gesetzt. So erschien etwa das Heft 4/2008 in Kooperation mit der Fachgruppe Kommunikationsgeschichte der Deutschen Gesellschaft für Publizistik- und Kommunikationswissenschaft (DGPuK), Heft 4/2009 in Kooperation mit  der Gesellschaft für Medienwissenschaft (GfM), Heft 4/2010 in Kooperation mit dem Young Scholars Network der ECREA (YECREA) und dem NAKOGE (Nachwuchsforum Kommunikationsgeschichte in der DGPuK). Die Ausgaben 3/2011 und 4/2011 wurden in Kooperation mit der Communication History Section der ECREA gestaltet, Heft 1/2012 in Kooperation mit dem „Verein Gedenkdienst“.